# 오토데스크 마야
마야(영어: Maya)는 캐나다의 앨리어스 (Alias)가 웨이브프론트(Wavefront)와 합병한 후, 1998년 개발한 소프트웨어이다. 앨리어스의 파워애니메이터 (PowerAnimator), 익스플로어 (Explore)의 익스플로어 프로페셔널 (Explore Professional), 웨이브프론트 (Wavefront)의 비주얼라이저 (Advanced Visualiser)의 장점만을 통합하여 만든 3D 애니메이션 소프트웨어이다.
각각 별개였던 프로그램들이 하나의 패키지로 통합되어, 새로운 작업 환경과 틀, 편리한 사용자 인터페이스와 다양한 기능을 제공하고 있다. 모델링, 텍스처링, 광원 처리, 애니메이팅, 렌더링 도구가 하나의 일관된 사용자 인터페이스로 통합되어 있다. 컴퓨터 그래픽을 이용한 특수효과는 새로운 영상기법이 가능해졌고, 캐릭터 애니메이션, 비디오 게임, 영화, CF 등의 시각효과 면에서도 다른 프로그램에 견주어 탁월한 편이다. 윈도우, 맥 OS, 리눅스용 버전으로 제공된다.

## 버전
- 2002년 7월 - Maya 4.5부터 mental ray for Maya가 무료 다운로드가 시작된다.
  - Fluid Effects, Smooth Proxy, Ramp Shader가 추가되었다.
- 2003년 5월 - Maya 5.0이 발표. Paint Effects의 추가나, 다이나믹스의 계산 속도가 90% 향상했다.
- 2004년 5월 - Maya 6.0이 발표. Hair 기능이 탑재되었다.
  - 캐릭터와 애니메이션 제작의 대폭적인 개선이나, Photoshop과의 통합에 의해 PSD 파일과의 제휴가 가능하게 되었다.
- 2005년 1월 - Maya 6.5가 발표. 퍼포먼스의 향상에 의해 파일의 입출력이나 화면 묘화, 모델링, 디포메이션, Maya Artisan등의 생산성이 향상.
  - mental ray가 3.4로 버전 업, mental ray for MayaSatellite, 장면 세그멘테이션에 새로운 툴 등이 추가되었다.
- 2005년 8월 - Maya 7.0부터 셀 셰이딩을 표현하기 위한 Maya Vector가 표준 장비되어 차가운 느낌이 주는 리얼한 3D 컴퓨터 그래픽뿐만 아니라 손으로 그린 따뜻한 3D 컴퓨터 그래픽도 대응했다.
  - 렌더러로서는 Maya 7.0로부터이지만, 그 이전의 버젼에서도, 램프 셰이더에 의해 툰 표현은 가능하다.
  - MotionBuilder에서 채용되고 있는 FullBodyIK가 탑재되었다.
- 2006년 8월 - Maya 8.0부터 처음으로 64bit 시스템에 대응했다.
  - mental ray에 의한 법선 맵의 렌더링에 대응했다.
- 2007년 1월 17일 - 버전 8.5부터 Nucleus 기술이 채용되어 크로스 시뮬레이션을 실시하는 새로운 시스템인 nCloth가 Unlimited 탑재되어 기존의 Classic Cloth로 대체되었다.
  - 인터페이스가 일본어에도 대응했다.
- 2008년 10월 - 2009에서 10주년을 맞이하는 애니버서리 에디션으로 발표된다.
  - Maya 2008 Extension에서 탑재된 Maya Muscle과 Unlimited에만 새롭게 nParticles가 탑재된다.
- 2009년 8월 - Complete가 Unlimited에 통합되어 Maya Composite, Autodesk MatchMover를 탑재, Maya에서도 Autodesk Backburner를 사용할 수 있게 된다.
- 2010년 4월 7일 - 2011부터 노키아사의 어플리케이션 개발 프레임워크 「Qt」 를 베이스로 인터페이스를 개량.
  - 새로운 스키닝 시스템인 듀얼 쿼터니언과 인터랙티브 스킨 바인딩이 추가됐다.

## 같이 보기
- 3차원 컴퓨터 그래픽스
- 블렌더(오픈소스프로그램)
- 마야로 만든 작품 목록